# Dermatomiosite juvenil
A dermatomiosite juvenil (DMJ) é uma miopatia inflamatória idiopática (MII) de disfunção autoimune presumida resultando em fraqueza muscular entre outras complicações. Ela se manifesta em crianças; é a contraparte pediátrica da dermatomiosite. Na dermatomiosite juvenil, o sistema imunológico do corpo ataca os vasos sanguíneos por todo o corpo, causando uma inflamação chamada vasculite. Nos Estados Unidos, a taxa de incidência de dermatomiosite juvenil é de aproximadamente 2-3 casos por milhão de crianças por ano. Acredita-se que a incidência no Reino Unido esteja entre 2-3 por milhão de crianças por ano, com alguma diferença entre os grupos étnicos. A proporção entre os sexos (Feminino: Masculino) é de aproximadamente 2:1. Outras miopatias inflamatórias idiopáticas incluem; polimiosite juvenil, que é rara e não tão comum em crianças quanto em adultos.
A doença é objeto de atenção por parte da especialidade médica da reumatologia. Sua classificação é CID-10 M33.0.

## Sinais e sintomas
A vasculite causada pela dermatomiosite juvenil manifesta-se predominantemente de duas formas:
Uma delas é uma erupção característica. A erupção geralmente afeta o rosto, as pálpebras e as mãos e, às vezes, a pele acima das articulações, incluindo os nós dos dedos, joelhos, cotovelos, etc. Nas mãos e no rosto, a erupção se assemelha muito a alergias, eczema, quinta doença ou outra condição de pele mais comum, mas a cor do heliotrópio é exclusiva do processo inflamatório da dermatomiosite juvenil. Algumas crianças desenvolvem calcinose, que são depósitos de cálcio sob a pele. A erupção é a fonte da parte "dermato" do nome da doença.
O segundo sintoma causado pela vasculite é a inflamação muscular. Este sintoma é a fonte da parte "-miosite" do nome da doença ("mio" = músculo, "-ite" = inflamação de). A inflamação muscular causa fraqueza muscular, o que pode causar fadiga, falta de jeito, não acompanhar fisicamente os colegas e, eventualmente, incapacidade de realizar tarefas como subir escadas, levantar objetos e realizar outras tarefas manuais. Outros sinais podem incluir queda, disfonia ou disfagia. A fraqueza muscular geralmente causa um diagnóstico médico incorreto de distrofia muscular ou outra doença muscular. Alguns pacientes desenvolvem contraturas, quando o músculo encurta e faz com que as articulações fiquem dobradas; exercícios, terapia ocupacional e fisioterapia podem prevenir isso. Os primeiros músculos afetados tendem a ser proximais (ou seja, pescoço, ombros, costas e abdominais). Cerca de metade das crianças com dermatomiosite juvenil também apresentam dores musculares.
Outros sintomas podem incluir irritabilidade, perda de peso e úlceras na boca. Quando uma criança fica irritada, cansada, relutante em se socializar e o rosto fica vermelho facilmente, os médicos se referem a esse conjunto de sintomas como "misery" (em inglês).

### Progressão
A velocidade da progressão é altamente variável. Quase todos os pacientes com dermatomiosite juvenil apresentam algum envolvimento cutâneo. A erupção cutânea da dermatomiosite juvenil, geralmente ocorre como sintoma inicial. Às vezes, é tão leve que não é reconhecido pelo que é até que os sintomas musculares apareçam. Às vezes, os sintomas musculares nunca aparecem ou ocorrem muito gradualmente ao longo dos meses e, às vezes, vão da força normal à incapacidade de andar em alguns dias. Normalmente, os sintomas musculares aparecem semanas a meses após o início da erupção cutânea.

## Causa
A causa subjacente da doença é desconhecida. Provavelmente tem um componente genético, já que outras doenças autoimunes tendem a ocorrer nas famílias dos pacientes. A doença geralmente é desencadeada por uma condição que faz com que a atividade do sistema imunológico não pare como deveria, mas o gatilho quase certamente não é a causa na maioria dos casos. Gatilhos comuns incluem imunizações, infecções, lesões e queimaduras solares.

## Diagnóstico
Fraqueza muscular proximal, erupção cutânea característica e enzimas musculares elevadas são rotineiramente usadas para identificar a dermatomiosite juvenil,. Alterações típicas de ressonância magnética e biópsia muscular são consideradas os próximos critérios diagnósticos mais úteis, seguidos por alterações miopáticas no eletromiograma, calcinose, disfonia e capilaroscopia periungueal. Outros critérios úteis incluem anticorpos específicos ou relacionados à miosite, capilaroscopia periungueal, antígeno relacionado ao fator VIII, ultrassom muscular, calcinose e neopterina.

## Tratamento
Uma vez feito o diagnóstico da dermatomiosite juvenil,, o tratamento geralmente é um curso de 3 dias de esteróides intravenosos ("pulso") (metilprednisolona, Solu-Medrol), seguido por uma alta dose de prednisona oral (geralmente 1–2 mg/kg de peso corporal) por várias semanas. Esta ação geralmente traz a doença sob controle, reduzindo a maioria dos testes de laboratório para ou perto dos valores normais. Algumas pequenas melhorias nos sintomas musculares também podem ser observadas neste período, mas normalmente leva muito tempo para que a força muscular total seja recuperada.
Uma vez que o processo da doença está sob controle, os esteróides orais são reduzidos gradualmente para minimizar seus efeitos colaterais. Frequentemente, medicamentos poupadores de esteroides, como o metotrexato (um medicamento quimioterápico) ou outros DMARDs (Drogas Modificadoras da Doença), são administrados para compensar a redução nos esteroides orais. Uma vez que os esteróides orais são reduzidos a um nível menos tóxico, os agentes poupadores também podem ser gradualmente retirados. Os resultados do laboratório são monitorados de perto durante o processo de redução gradual para garantir que a doença não se repita.
Nos casos em que os esteróides ou medicamentos de segunda linha não são tolerados ou são ineficazes, existem outros tratamentos que podem ser tentados. Estes incluem outros medicamentos quimioterápicos, como ciclosporina, infliximabe ou outros drogas modificadoras de doenças. Outra é a imunoglobulina intravenosa (IVIg), um produto sanguíneo que demonstrou ser muito eficaz contra a dermatomiosite juvenil (DMJ).
Para tratar a erupção cutânea, geralmente são administrados medicamentos antimaláricos, como a hidroxicloroquina (Plaquenil). Cremes esteróides tópicos (hidrocortisona) podem ajudar alguns pacientes, e cremes anti-inflamatórios (como tacrolimus) estão se mostrando muito eficazes. A pele seca causada pela erupção cutânea pode ser combatida com a aplicação regular de protetor solar ou qualquer creme hidratante. A maioria dos pacientes com dermatomiosite juvenil é muito sensível à exposição ao sol, e a queimadura solar pode ser um gatilho para a atividade da doença em alguns, portanto, a aplicação diária de filtro solar com alto fator de proteção solar é frequentemente recomendada.

## Prognóstico
Das crianças diagnosticadas e tratadas para essa doença, cerca de metade se recuperará completamente. Perto de 30 por cento terão fraqueza após a resolução da doença. A maioria das crianças entrará em remissão e terá seus medicamentos eliminados dentro de dois anos, enquanto outras podem demorar mais para responder ou ter sintomas mais graves que demoram mais para desaparecer. Um efeito duradouro comum é a artrite infantil.